# Episodi de Il commissario Cordier (serie televisiva 2005)
Gli episodi della serie televisiva Il commissario Cordier sono andati in onda per la prima volta in Francia tra il 2005 e il 2008 su TF1, mentre in Italia sono stati trasmessi su Rete4 dal 2006.
| Stagione | Titolo originale         | Titolo italiano         | Prima TV Francia | Prima TV Italia   |
| -------- | ------------------------ | ----------------------- | ---------------- | ----------------- |
| 1        | Un crime parfait         | Sacrificio d'amore      | 7 novembre 2005  | 21 ottobre 2006   |
| 2        | Poudre aux yeux          | Errore fatale           | 23 gennaio 2006  | 28 ottobre 2006   |
| 2        | Rapport d'expertise      | Armonia mortale         | 13 marzo 2006    | 4 novembre 2006   |
| 2        | Toutes peines confondues | Confusione di colpe     | 20 novembre 2006 | 14 novembre 2007  |
| 2        | Grain de sel             | Granello di sale        | 2006             | 28 novembre 2007  |
| 2        | Témoin à abattre         | Cordier e il testimone  | 2006             | 14 settembre 2008 |
| 2        | Haute sécurité           | Sicurezza garantita     | 2006             | 21 settembre 2008 |
| 3        | Attaque au fer           | Scontro all'arma bianca | 2007             | 28 settembre 2008 |
| 3        | Scoop mortel             | Legami di famiglia      | 2007             | 1º ottobre 2008   |
| 3        | Rédemption               | Una vita per l'arte     | 2007             | 5 ottobre 2008    |
| 3        | Coeur solitaire          | Cuore solitario         | 2007             | 8 ottobre 2008    |
| 3        | Classe tout risque       | Classe pericolosa       | 2007             | 12 ottobre 2008   |